# Gilia scopulorum
Gilia scopulorum är en blågullsväxtart som beskrevs av Marcus Eugene Jones. Gilia scopulorum ingår i släktet gilior, och familjen blågullsväxter. Inga underarter finns listade i Catalogue of Life.

## Bildgalleri

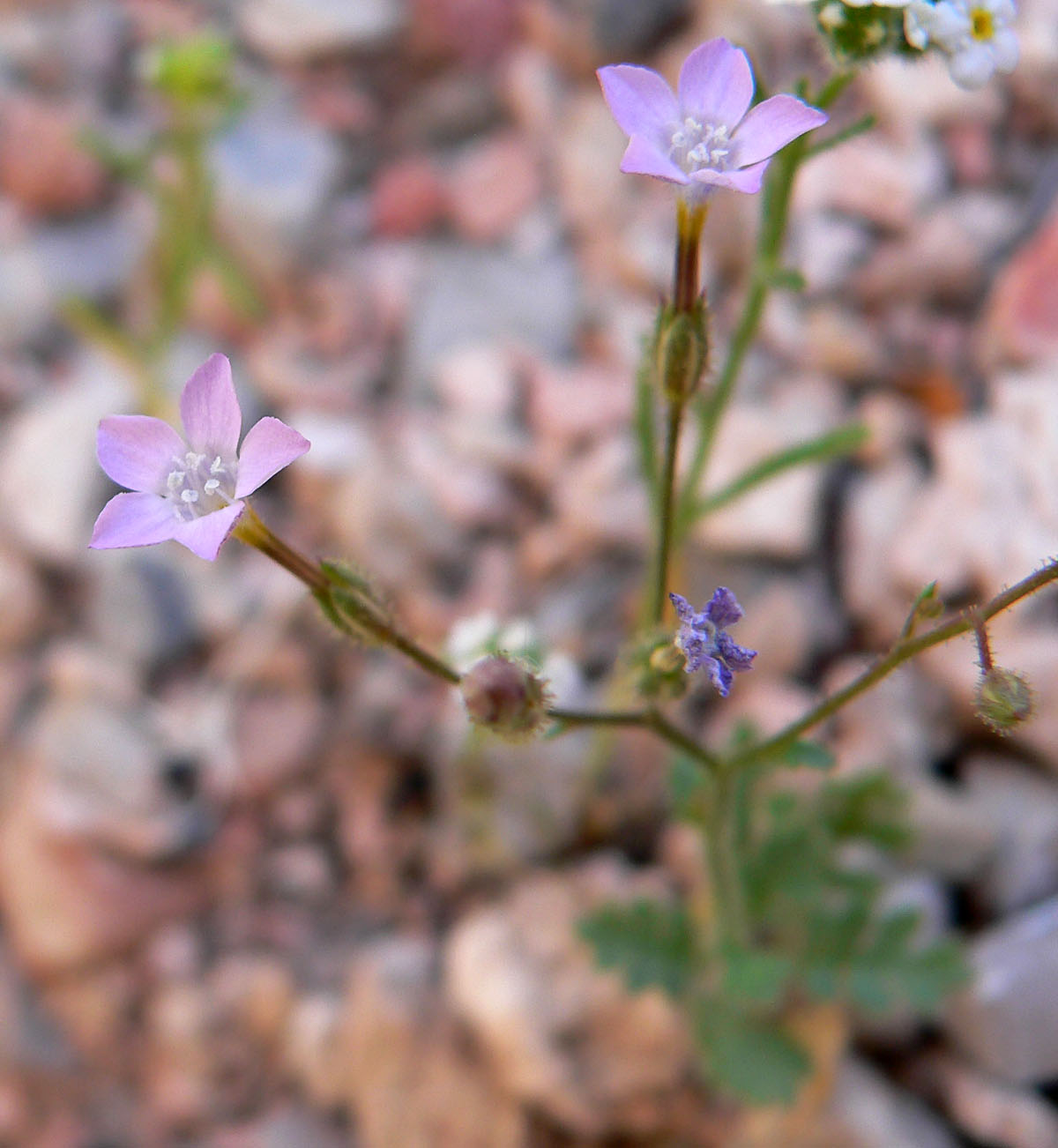
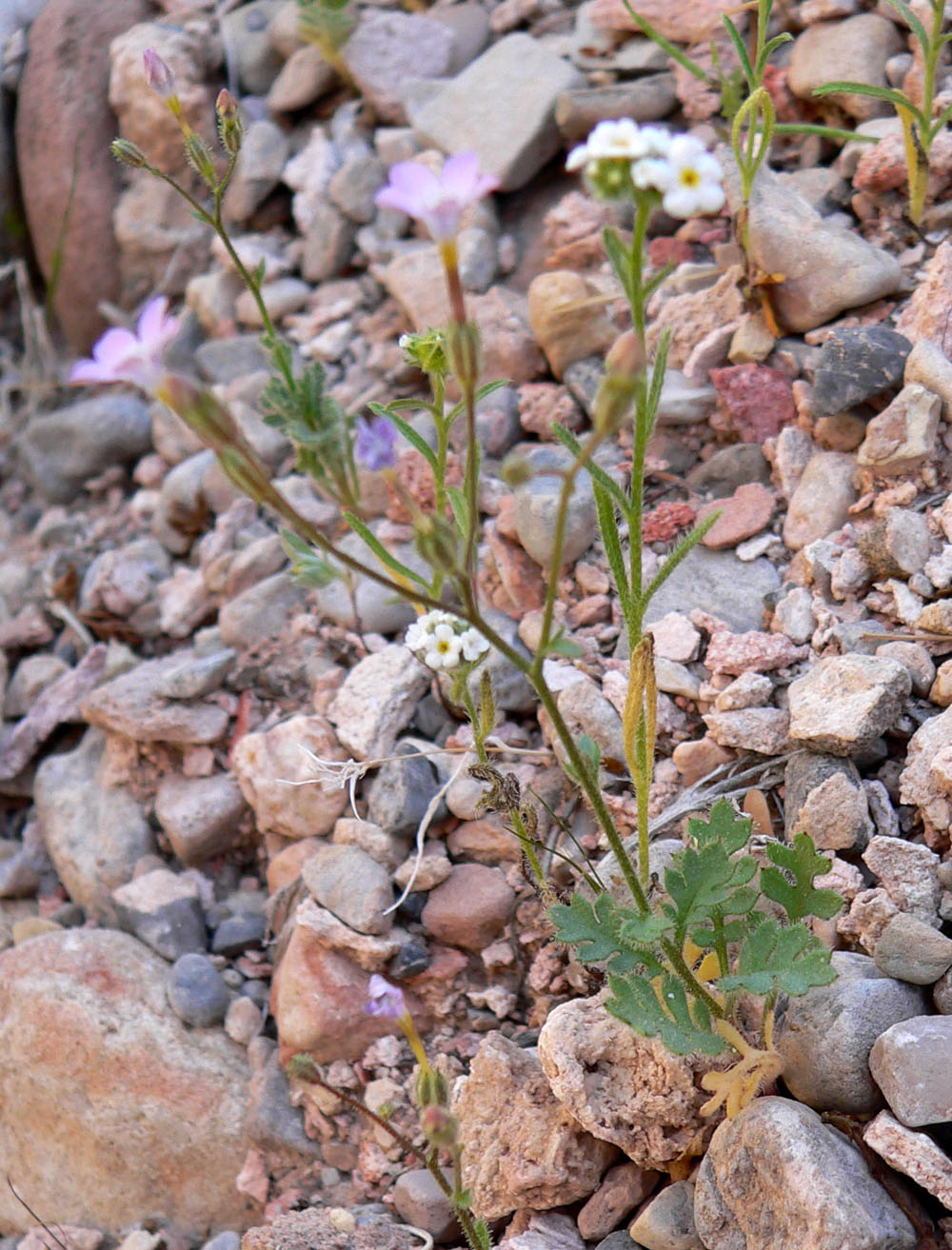
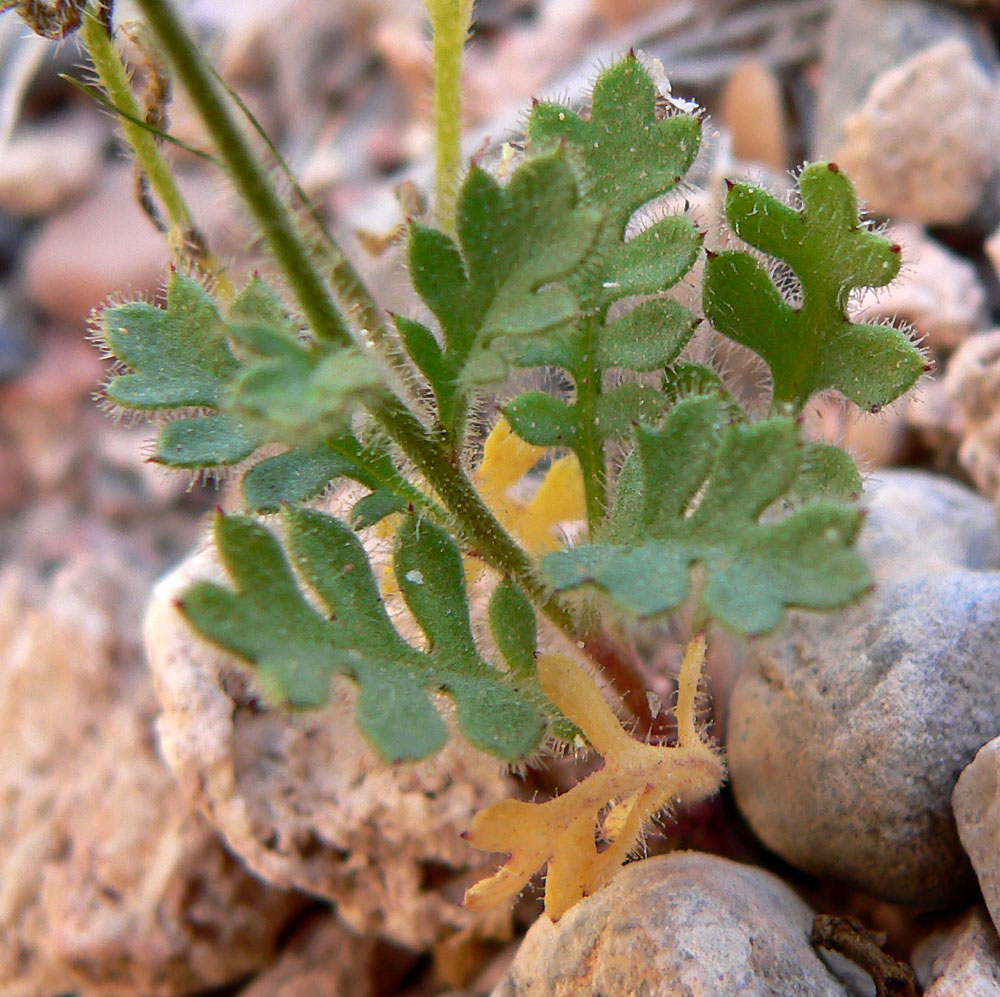
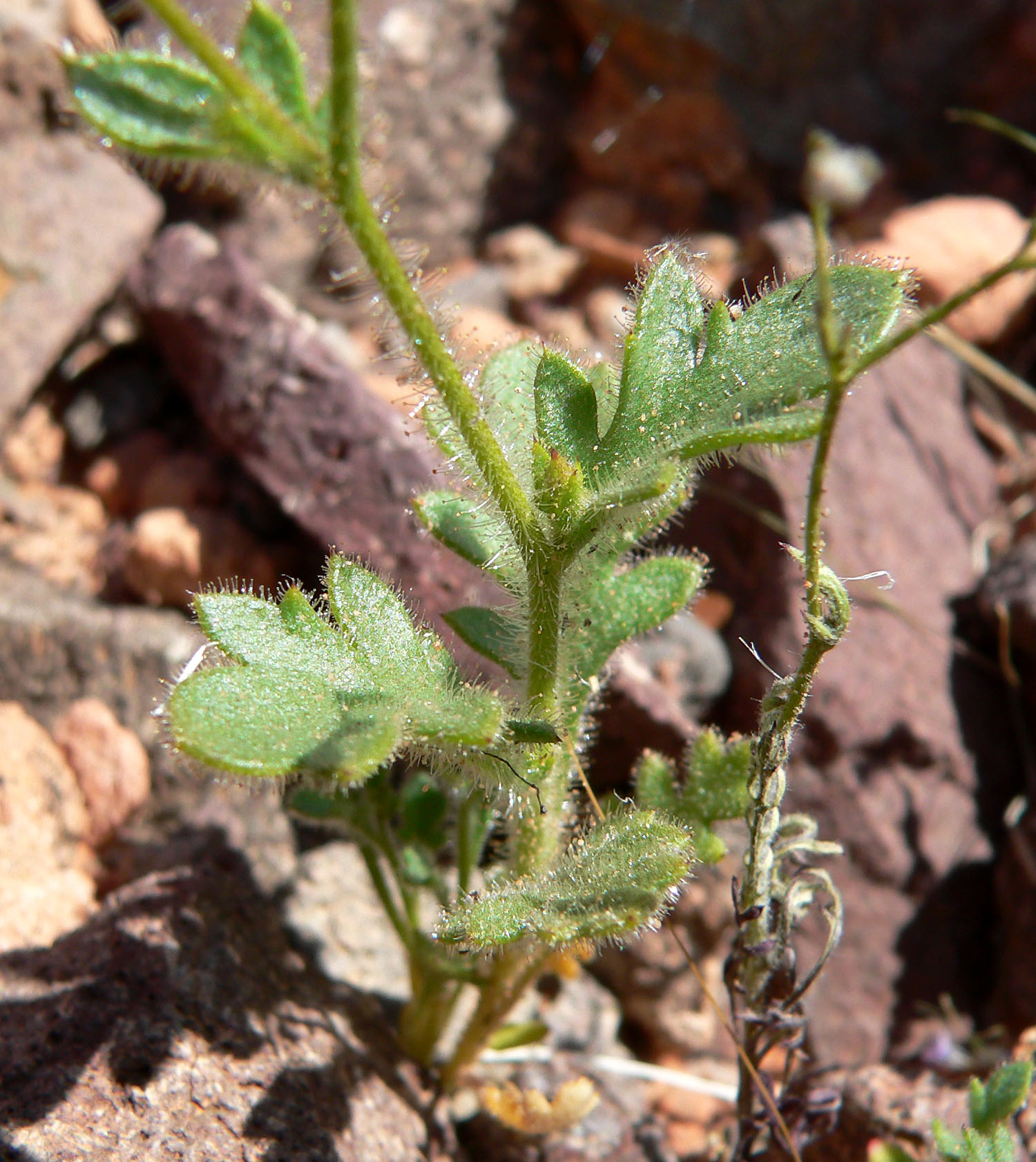
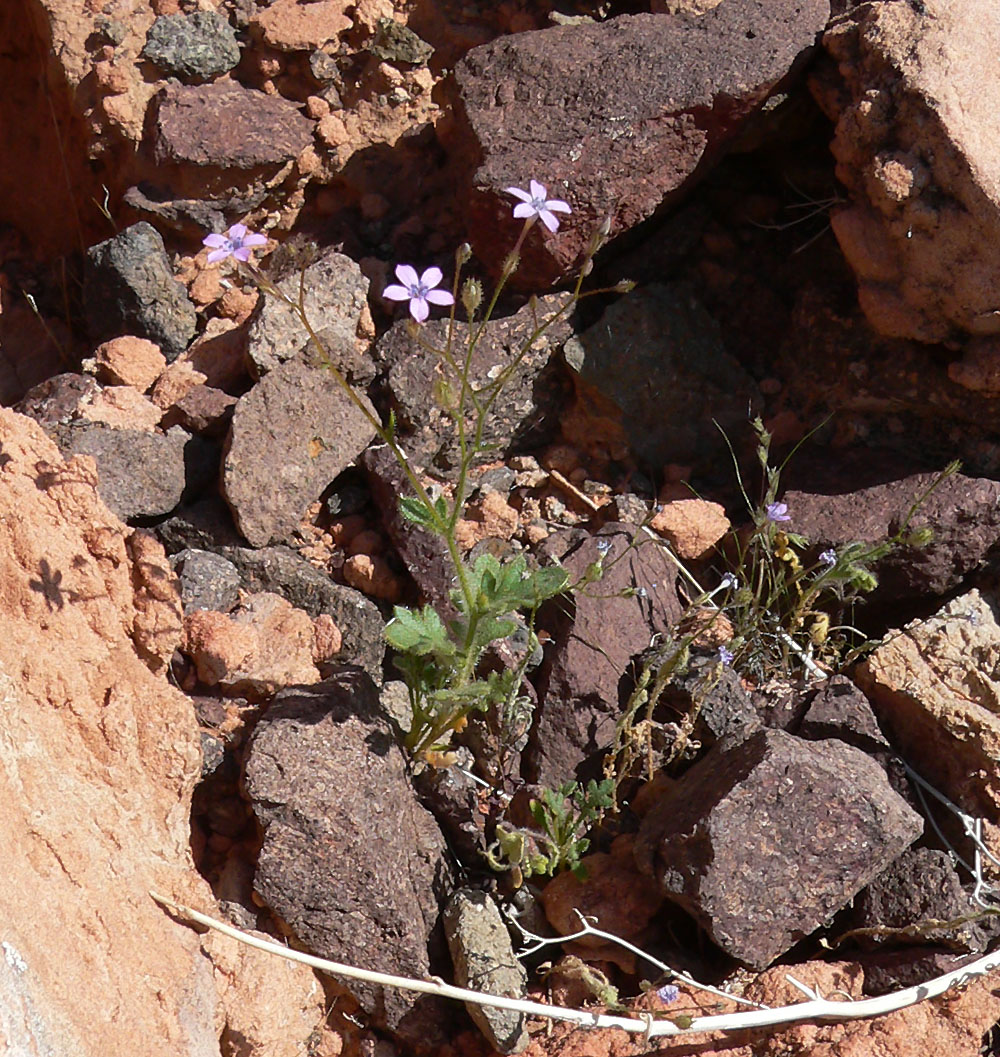